# 真桑村
真桑村（まくわむら）はかつて岐阜県本巣郡に存在した村である。現在の本巣市の南東部（真正町の東部）にあたり、現在の地名は、小柿、軽海、十四条、宗慶、下真桑、上真桑である。
この地域（上真桑、下真桑）は古くからマクワウリが生産され、マクワウリはこの地名に由来する。

## 歴史
- 2世紀頃、この地域でマクワウリの生産が始まった[1]という。
- 1530年（享禄3年） - この地域の大洪水により、根尾谷からの川筋は、従来の川筋（現・糸貫川・犀川）から藪川（現・根尾川）に移る。このため灌漑用に席田用水（糸貫川上流部）と真桑用水（犀川上流部）が築かれる。
- 江戸時代、この地域は本巣郡であり、磐城平藩領（小柿村・軽海村・十四条村・宗慶村）、天領（上真桑村・下真桑村）であった。
- 1641年（寛永18年） - 席田用水と真桑用水とで水量を巡る争いが発生する。幕府裁定により、席田用水が6割、真桑用水が4割に決まる。
- 元禄の頃、上真桑村で真桑人形浄瑠璃が始まる。
- 1897年（明治30年）4月1日 - 小柿村、軽海村、宗慶村、十四条村、上真桑村、下真桑村が合併し、真桑村が発足。
- 1955年（昭和30年）4月1日 - 弾正村と合併し真正村が発足。同日真桑村廃止。

## 大字
『岐阜県本巣郡真桑村土地宝典』による、村内に設置されていた大字は以下のとおり。真桑村廃止後、真正村、真正町を経て現在は本巣市の大字として存続している。
- 上真桑（かみまくわ）
- 軽海（かるみ）
- 小柿（こがき）
- 下真桑（しもまくわ）
- 十四条（じゅうしじょう）
- 宗慶（そうけい）

## 小・中学校
- 真桑村立真桑小学校 （現・本巣市立真桑小学校）
- 本巣郡学校組合立真正中学校 （現・本巣市立真正中学校）

## 交通
- 名古屋鉄道揖斐線
  - 八ツ又駅・真桑駅
- 国鉄樽見線本巣北方駅が真桑村の駅であるが、本巣北方駅開業前に真桑村は消滅している。

## 名産・観光など
- 真桑人形浄瑠璃
- マクワウリ
- 軽海神社
- 八幡神社（十四条）
- 軽海西城址
- 宗慶大塚古墳

## その他
- 1897年に6箇村が合併して真桑村が成立したが、当初、小柿村は本田村（後の本田村→穂積町。現・瑞穂市本田）との合併を予定していたという。結局小柿村は真桑村へ参加したのだが、これは小柿村内部の対立にもよるが、より多くの村と合併するために強引な引き抜きがあったという。事実この強引な引き抜きが原因で疑獄事件が発生し、多数の逮捕者が出ている（後に全員無罪）。